# Lady Chatterley's Lover
Lady Chatterley's Lover is een roman van de Engelse schrijver D.H. Lawrence, geschreven in 1928 en aanvankelijk uitgebracht te Florence. Het werk veroorzaakte onmiddellijk een schandaal door de expliciet beschreven seks tussen een aristocratische vrouw en een arbeider en zou pas in 1960 voor het eerst in het Verenigd Koninkrijk worden uitgegeven. Het boek werd meerdere malen verfilmd.
Lawrence dacht er op een bepaald moment aan om zijn boek Tenderness te noemen en maakte enkele aanpassingen in het originele manuscript om het toegankelijker te maken. Het boek werd in drie verschillende versies uitgebracht.

## Samenvatting
Het verhaal gaat over de jonge rijke Constance Chatterley. Haar man, Sir Clifford Chatterley, is tijdens de Eerste Wereldoorlog gehandicapt geraakt en sindsdien niet meer in staat haar seksueel te bevredigen. Ze begint een verhouding met de jonge jachtopziener Oliver Mellors en wordt zwanger van hem. Haar man is toch bereid het kind te erkennen en als erfgenaam aan te wijzen. Hierna scheiden de twee van elkaar en gaan Constance en Oliver samen een eenvoudig leven leiden.

## Bespreking
Het boek veroorzaakte een schandaal. Zowel de ongewone relatie als de expliciet beschreven seksscènes vormen hier de aanleiding toe.
Het verhaal zou zijn oorsprong vinden in Lawrence' eigen ongelukkige huwelijksleven. Volgens critici zou de flirt van Lady Ottoline Morrell met haar werkman het verhaal hebben beïnvloed.
Liefde en persoonlijke relaties vormen de rode draad in het boek. Individuele regeneratie kan enkel gevonden worden in een relatie tussen man en vrouw en in sommige gevallen tussen twee mannen... Lawrence bekijkt een brede waaier aan verschillende relatietypes. Er is de brute relatie tussen Mellors en zijn echtgenote Bertha, die hem straft door hem genot te ontzeggen. Tommy Dukes heeft geen relatie, omdat hij geen vrouw vindt die hij intellectueel respecteert en die hij verlangt. Dan is er ook nog de perverse, moederlijke relatie tussen Clifford en Mrs. Bolton, wanneer Connie hem verlaat.

## Lichaam en geest
Richard Hoggart argumenteert dat het hoofdonderwerp van Lady Chatterley's Lover niet de seksscènes waren die aan het debat ten grondslag lagen, maar het zoeken naar integriteit en gevoel van compleet zijn. De sleutel tot deze integriteit is samenhang tussen lichaam en geest, omdat "het lichaam zonder geest bruut is; geest zonder lichaam… loopt weg van ons dubbele zelf." Het boek focust op de incoherentie van een leven dat "enkel bestaat uit de geest". Lawrence zag dit als de norm bij de jonge leden van de aristocratische klasse, zoals te zien is in zijn beschrijving van Constance en haar zus Hilda's liefdesaffaires in hun jeugd:
So they had given the gift of themselves, each to the youth with whom she had the most subtle and intimate arguments. The arguments, the discussions were the great thing: the love-making and connexion were only sort of primitive reversion and a bit of an anti-climax. (Ze hadden het geschenk van henzelf gegeven, elk aan de jongeling met wie ze de meest subtiele and intieme gesprekken hadden. De gesprekken, de discussies waren het grote gegeven: de liefde en de verbinding waren enkel een soort van primitieve terugkeer en iets van een anti-climax.)
Het contrast tussen lichaam en geest is te zien in de ontevredenheid die ze allen met hun vorige relaties hadden: Constance' gebrek aan intimiteit met haar echtgenoot die "enkel bestaat uit geest" en Mellors' keuze om apart te leven van zijn echtgenote omwille van haar "brute" seksuele natuur. Deze ontevredenheden leiden allen in een relatie die langzaam wordt opgebouwd en gebaseerd is op compassie, fysieke passie en wederzijds respect. Als de relatie tussen Lady Chatterley en Mellors zich ontwikkelt, leren zij meer over de interrelatie tussen lichaam en geest; zij leert dat seks meer is dan een zondige en ontnuchterende daad en hij leert over de spirituele moeilijkheden.
Mark Blechner, een neuro-psychoanalyticus, identificeert het "Lady Chatterley-fenomeen": dezelfde seksuele daad kan mensen verschillend beïnvloeden op verschillende momenten, afhankelijk van hun gevoelen. Hij baseert zich hiervoor op de scène waarin Lady Chatterley zich afgesloten voelt van Mellors en zich slecht voelt over de seksuele daad: "And this time the sharp ecstasy of her own passion did not overcome her; she lay with hands inert on his striving body and do what she might, her spirit seemed to look on from the top of her head and the butting of his haunches seemed ridiculous to her and the sort of anxiety of his penis to come to its little evacuating crisis seemed farcical. Yes, this was love, this ridiculous bouncing of the buttocks and the wilting of the poor insignificant, moist little penis." (En deze keer kwam de scherpe extase van haar eigen passie niet over haar; ze lag met haar handen slap op zijn lichaam en deed wat ze kon, haar geest leek toe te kijken van buiten haar en de stoten van zijn heupen leken haar belachelijk en de gespannenheid van zijn penis om naar diens kleine evacueringscrisis te komen leek een klucht. Ja, dit was liefde, dit belachelijke stoten van het achterwerk en het harder worden van de arme insignificante, zachte kleine penis.) Kort daarop bedrijven ze opnieuw de liefde en deze keer ervaart ze een enorme fysieke en emotionele samenhorigheid: "And it seemed she was like the sea, nothing but dark waves rising and heaving, heaving with a great swell, so that slowly her whole darkness was in motion and she was ocean rolling its dark, dumb mass." (Het leek alsof ze als de zee was, niets dan donkere golven die aanrollen, aanrollen met een grote aanloop, zo dat langzaam haar hele donkerheid in beweging gezet wordt en ze was het rollen van een oceaan haar donkere, domme massa) Neurologische studies van het "Lady Chatterley-fenomeen" kunnen de aanwezigheid van een plaats in de hersenen voor de subjectieve seksuele spanning bewijzen, of het fenomeen tegenspreken.

### Brits obsceniteitenproces
Toen het boek in 1960 in Groot-Brittannië werd gepubliceerd, werd het proces tegen de uitgever, Penguin Books, een publieke aangelegenheid en de test van de nieuwe Obscene Publications Act uit 1959. De wet uit 1959 maakte het mogelijk om de uitgevers aan vervolging te laten ontkomen als ze konden aantonen dat een werk van literaire waarde was. Een van de bezwaren was dat Lawrence meermaals de woorden 'fuck' en 'cunt' gebruikte.
Meerdere academische critici, onder wie E. M. Forster, Helen Gardner, Richard Hoggart, Raymond Williams en Norman St John-Stevas, werden als getuige opgeroepen. Op 2 november 1960 werd Penguin Books onschuldig verklaard. Als gevolg hiervan werd een grotere vrijheid in het publiceren van expliciet materiaal in het Verenigd Koninkrijk gegeven. De vervolging werd bekritiseerd als dat het niet meeging met de veranderende sociale normen, vooral toen aanklager Mervyn Griffith-Jones vroeg of het een boek was dat "je wou dat je vrouw of bediende kon lezen".
In 1961 kwam de tweede editie op de markt, deze bevatte een voorwoord van de uitgever waarin het voorval werd uitgelegd. De tweede editie van het boek werd opgedragen aan de twaalf juryleden, drie vrouwen en negen mannen, die Penguin Books onschuldig hadden verklaard.
In 2006 werd het proces door BBC Wales verfilmd als The Chatterley Affair.

### Australië
In Australië werden zowel het oorspronkelijke boek als een boek dat het Britse proces beschreef, The Trial of Lady Chatterley, verbannen. Een kopie werd het land binnengesmokkeld en daarna uitgegeven in de jaren 1960. Dit leidde uiteindelijk tot de afzwakking van de censuur van boeken. Desondanks blijft het Office of Film and Literature Classification behouden. Wanneer het bureau het besproken materiaal te aanstootgevend of obsceen vindt, zal zij weigeren om het te classificeren. Boeken en films die niet worden geclassificeerd, kunnen niet legaal worden uitgebracht.

### Verenigde Staten
In 1930 introduceerde senator Bronson Cutting een amendement voor de Smoot-Hawley Tariff Act. De bedoeling hiervan was om de censuur die door de Amerikaanse douane werd uitgevoerd op boeken die werden ingevoerd tegen te gaan. Senator Reed Smoot was een groot tegenstander hiervan. Hij dreigde publiekelijk obscene passages van ingevoerde boeken voor te lezen aan de senaat. Hoewel hij dit niet deed, nam hij Lady Chatterley's Lover op als voorbeeld van een obsceen boek dat het grote publiek nooit mocht bereiken. Smoot verklaarde dat hij enkel de eerste pagina’s gelezen had van het boek. De schrijver was "een zieke geest met een ziel zo zwart dat hij zelfs de donkerte van de hel zou verduisteren".
Lady Chatterley's Lover was een van de drie boeken waarmee de ban werd aangevochten en omgezet in 1959. De andere boeken waren Tropic of Cancer en Fanny Hill.
De film (1981) was in New York onderwerp van een poging tot censuur, omdat het overspel zou goedpraten. Het Hooggerechtshof verklaarde dat de wet die de ban uitsprak in tegenspraak was met de vrije meningsuiting.
Het boek werd in de Verenigde Staten door Frances Steloff van Gotham Book Mart uitgegeven, ondanks de ban.

### India
In 1964 werd boekenverkoper Ranjit Udeshi uit Bombay vervolgd onder sectie 292 van de Indiase Strafwet (verkoop van obscene boeken) omwille van het verkopen van een ongecensureerde versie van het boek.
De zaak werd voorgelegd aan drie rechters van het Hooggerechtshof van India. De wet werd van toepassing verklaard op het boek, nadat het aan enkele testen werd onderworpen.

## Culturele invloed
In de Verenigde Staten was de vrijelijke publicatie van het boek een belangrijke gebeurtenis in de seksuele revolutie. Het boek was toen een belangrijk onderwerp van debat. In 1965 nam Tom Lehrer een satirisch nummer op, genaamd "Smut", waarin de zanger verklaart te genieten van zulk materiaal; "Who needs a hobby like tennis or philately?/I've got a hobby: rereading Lady Chatterley (Wie heeft een hobby nodig als tennis of filatelie?/Ik heb een hobby: Lady Chatterley herlezen).
Brits dichter Philip Larkins gedicht Annus Mirabilis begint met een verwijzing naar het proces:
Sexual intercourse began
In nineteen sixty-three
(which was rather late for me) -
Between the end of the "Chatterley" ban
And The Beatles' first LP.
(Seksuele relaties begonnen,
In 1963,
Wat nogal laat was voor mij
Tussen het einde van de Chatterley-ban
En The Beatles’ eerste plaat)
Tegen de jaren 1970 was het voldoende veilig in het Verenigd Koninkrijk om een parodie door Morecambe en Wise uit te brengen. Michele Dotrice figureerde als Lady Chatterley.

## Bewerkingen

### Film en televisie
Lady Chatterley's Lover werd verschillende malen herwerkt voor het scherm:
- In 1955 werd het boek verfilmd met Danielle Darrieux; verbannen door katholieke censoren in de Verenigde Staten.
- In 1981 maakte Just Jaeckin een film met Sylvia Kristel en Nicholas Clay.
- In 1993 een versie getiteld Lady Chatterley van Ken Russell met Joely Richardson en Sean Bean voor BBC.
- In 1998 maakte Viktor Polesný een Tsjechische versie met Zdena Studenková (Constance), Marek Vašut (Clifford) en Boris Rösner (Mellors).[14]
- In 2006 werd het boek in het Frans verfilmd door Pascale Ferran[15] met Marina Hands als Constance en Jean-Louis Coulloc'h als Mellors. De film won de César in 2007. Marina Hands werd op het Tribeca Film Festival uitgeroepen tot beste actrice.[16] De film was gebaseerd op John Thomas and Lady Jane, Lawrence' tweede versie van het verhaal.
- Lady Chatterley's Lover is een film geregisseerd door Laure de Clermont-Tonnerre met Emma Corrin en Jack O'Connell als Constance Reid en Mellors. Het werd uitgebracht op 25 november 2022 in bioscopen in het Verenigd Koninkrijk en op 2 december 2022 op Netflix.

### Radio
BBC Radio 4 speelde in september 2006 een bewerking voor de radio.

### Toneelbewerkingen
De Britse toneelschrijver John Harte schreef reeds in 1953 een succesvol toneelstuk in drie bedrijven. Pas in de jaren 1960 zou het worden uitgevoerd. Dit toneelstuk zou het enige blijven dat door de weduwe van de auteur, Frieda von Richthofen zou worden gelezen en goedgekeurd. Ondanks haar pogingen om het toneelstuk al in de jaren 1950 op de bühne te brengen, gaf Baron Philippe de Rothschild zijn rechten pas later op.